# Prix Giles
Le prix Giles, ou prix Herbert Allen Giles, est un prix biannuel décerné par l'Académie des inscriptions et belles-lettres aux œuvres relatives à l'Asie du Sud-Est et l'Extrême-Orient. Son nom est un hommage à Herbert Giles.

## Gagnants du prix
| 1919 | Georges Maspero André Silvestre | prix partiel pour Grammaire de la langue Khmère prix partiel pour 'Les Thais blancs de Phong-Tho'                                                                                    |
| 1921 | Léopold de Saussure             | pour son travail sur l'astronomie chinoise |
| 1923 | Gabriel Ferrand                 | L'Empire sumatranais de Çrîvijaya |
| 1925 | François-Marie Savina           | Dictionnaire étymologique français-nung -chinois |
| 1927 | Émile Licent                    | Dix Annees (1916-1923) dans le bassin du Fleuve Jaune et autres tributaires du Golfe du Pei Tcheu Ly                                                                                 |
| 1929 | Jean-Marie Martin               | Le shintoïsme religion nationale |
| 1931 | Jules Sion Victor Barbier       | 1200 francs de récompense à Jules Sion pour L'asie moussons. Victor Barbier reçoit 300 francs et une mention pour son Dictionnaire classique annamite-français et français-annamite. |
| 1933 | M.A. Roland-Cabaton             | Pour son index de la Bibliotheca Indosinica d'Henri Cordier |
| 1935 | Victor Goloubew                 | Pour son travail archéologique en Extrême-Orient et en particulier sur le site d'Angkor                                                                                              |
| 1937 | Paul Mus                        | Pour son travail sur l'architecture indochinoise |
| 1939 | René Grousset                   | L'empire des steppes |
| 1941 |                                 | Aucun prix n'a été décerné cette année là |
| 1943 |                                 | Aucun prix n'a été décerné cette année là |
| 1945 |                                 | Aucun prix n'a été décerné cette année là |
| 1946 | Georges Coedès                  | Histoire ancienne des États hindouisés d'Extrême-Orient |
| 1947 | Pierre Daudin                   | Vécrin des gemmes en quatre caractères |
| 1949 | Robert des Rotours              | Traité des fonctionnaires et traité de l'armée, traduits de la nouvelle histoire des T'ang                                                                                           |
| 1951 | Henri Deydier                   | Pour ses contributions à l'étude de l'art du Gandhara |
| 1953 | Charles Haguenauer              | La morphologie du japonais moderne |
| 1955 | Marcelle Lalou                  | Pour sa Bibliographie bouddhique volumes xxi, xxii et xxiii |
| 1957 | Jacques Gernet                  | Les aspects économiques du Bouddhisme dans la société chinoise du Ve au xe siècle |
| 1959 | Kanda Kiichiro                  | À l'occasion de son 60e anniversaire |
| 1961 | Maurice Durand                  | Techniques et panthéons des médiums vietnamiens et Imagerie populaire vietnamienne                                                                                                   |
| 1963 | Louis Hambis                    | Pour son travail éditorial sur Œuvres posthumes de Paul Pelliot |
| 1965 | Louis Malleret Yves Hervouet    | L'archéologie du delta du Mékong Un poète de cour sous les Han : Sseu-Ma Siang-Jou                                                                                                   |
| 1969 | Jean-Pierre Diény (d)           | Aux origines de la poésie classique en Chine, étude sur la poésie lyrique à l'époque des Han                                                                                         |
| 1971 | Hubert Maës (d)                 | Hiraga Gennai et son temps |
| 1973 | Claudine Lombard-Salmon         | Un exemple d'acculturation chinoise: La province du Gui Zhou au XVIIIe siècle |
| 1975 | André Lévy                      | Le conte en langue vulgaire du XVIIe siècle : vogue et déclin d'un genre narratif de la littérature chinoise                                                                         |
| 1977 | Donald Holzman                  | Poetry and Politics: The Life and Poetry of Juan Chi |
| 1979 | Jacques Dars                    | Pour sa traduction d'Au bord de l'eau |
| 1981 | Pierre-Étienne Will             | Bureaucratie et famine en Chine au XVIIIe siècle |
| 1983 | Jacqueline Pigeot               | Michiyuki-bun. Poétique de l'itinéraire dans la littérature du Japon ancien |
| 1985 | Hartmut O. Rotermund            | Pèlerinage aux neuf sommets. Carnet de route d'un religieux itinérant dans le Japon du XIXe siècle                                                                                   |
| 1987 | Kwong Hin Foon                  | Wang Zhaojun. Une héroïne chinoise de l'histoire à la légende |
| 1989 |                                 | Aucun prix n'a été décerné cette année là |
| 1991 | Kamaleswar Bhattacharya         | The dialectical method of Nâgârjuna (Vigrahavyâvartani) |
| 1993 |                                 | Aucun prix n'a été décerné cette année là |
| 1995 | Jean-Marie Lafont               | La présence française dans le royaume sikh du Penjab, 1822-1849 |
| 1997 | Nicolas Fiévé                   | L'architecture et la ville au Japon ancien. Espace architectural de la ville de Kyoto et des résidences shogunales aux XIVe et XVe siècles                                           |
| 1999 | Frédéric Obringer               | L'aconit et l'orpiment. Drogues et poisons en Chine ancienne et médiévale |
| 2001 | Jean-François Soum              | Nakae Toju (1608-1648) et Kumazawa Banzan (1619-1691), deux penseurs de l'époque d'Edo                                                                                               |
| 2003 | Étienne de La Vaissière         | Histoire des marchands sogdiens |
| 2005 | Isabelle Landry-Deron           | La preuve par la Chine. La « Description » de J.-B. Du Halde, Jésuite, 1735 |
| 2007 | Vincent Goossaert               | L’interdit du bœuf en Chine. Agriculture, éthique et sacrifice |
| 2009 | Michèle Pirazolli-t’Serstevens  | Giuseppe Castiglione : 1688-1766. Peintre et architecte à la cour de Chine |
| 2013 | Damien Chaussende               | Des Trois royaumes aux Jin. Légitimation du pouvoir impérial en Chine au IIIe siècle                                                                                                 |
| 2015 | Daniela Campo                   | La construction de la sainteté dans la Chine moderne : la vie du maître bouddhiste Xuyun                                                                                             |
| 2017 | Jean-Pierre Drège               | Le papier dans la Chine impériale. Origines, fabrication, usages |
| 2019 | Michael Lucken                  | Le Japon grec. Culture et possession |
| 2021 | Pierre-Étienne Will             | Handbooks and Anthologies for Officials in Imperial China, en 2 vol |